# ジャン・ジロー
ジャン・アンリ・ガストン・ジロー（Jean Henri Gaston Giraud、1938年5月8日 - 2012年3月10日）は、メビウス（Mœbius）のペンネームでも知られるフランスの漫画家（バンドデシネ作家）。40年にわたって続けられた西部劇漫画『ブルーベリー』シリーズでは「ジャン・ジロー」（ジル）を、より自由な筆致でSF・ファンタジー作品を手がける際には「メビウス」を用いた。特に後者の活動で国際的な名声を得ており、エルジェ以降もっとも重要なバンドデシネ作家とも言われている。大友克洋、宮崎駿、谷口ジローなどへの直接的な影響を通じて日本の漫画界へも多大な影響を与えた。『エイリアン』をはじめとして、多数のSF映画にもデザイナーとして関わっている。

## 経歴

### 若齢期
1938年、パリ郊外のノジャン＝シュル＝マルヌで生まれる。3歳のときに両親が離婚し、以来フォントネー＝スー＝ボワの母親の家と祖父母の家を行き来しながら育った。最初の絵画体験は祖父母の家で見た絵入り雑誌『世界一周』の挿絵であり、インタビューではそのなかでも特にギュスターヴ・ドレの名を挙げている。
少年時代にはエルジェ、ペロ、サン＝トガン、アンドレ・フランカンといった作家のバンドデシネのほか、当時フランスでさかんに出版されていたアメリカ、イタリアなどの外国産の作品を多く読み、『フラッシュ・ゴードン』『ザ・ファントム』などのアメリカのヒーローものに衝撃を受けている。
また15歳のときに父に薦められてオプタ社のSF雑誌『フィクション』を読み、これによってSFに興味を持つようになった。のちに「メビウス」の筆名を思いついたのも、『フィクション』誌や同社の『ギャラクシー』誌でメビウスの輪を題材にしたSF作品を読んだ体験からであった。

### パリ装飾美術学校に入学
公立学校を卒業したジローは、16歳のときに通信制の美術講座エコール・アーベーセーに登録し、その後パリ装飾美術学校に入学、タピスリー科に入る。在学中の1956年、『ファー・ウェスト』誌に「フランクとジェレミー」が掲載され、以後1958年にかけて『シッティング・ブル』誌、『フリプネとマリゼット』誌、『クール・ヴァイヤン』誌などにウェスタンもの・ユーモアものの作品を発表した。当時のジローのスタイルはその後に弟子入りするジジェの作風に強く影響されたものであった。
17歳のころ、学校を休学したジローは、再婚してメキシコに移住していた母親をたずねて同地を訪れ、ここで8ヶ月間をすごした。19世紀の西部劇の世界がまだ残っていたメキシコ滞在の経験は、ジローの西部劇への興味を強めるとともに、のちの「メビウス」としての作品にも様々な面で影響を及ぼしており、彼の自己形成に重要な意味を持つことになった。またメキシコではのちの作家活動において影響を受けることになるアメリカの漫画雑誌『マッド』をはじめて目にしている。

### 兵役～ジジェの弟子に
帰国後の1958年、装飾学校での同窓生であったジャン＝クロード・メジエールとともに、当時スター作家であったジジェのもとを訪れる。その後兵役について2年半のあいだドイツとアルジェリアに滞在。在軍中に軍事雑誌『5/5 Forces Françaises』の製作に協力する。
帰国後の1961年、再びジジェを訪れて彼のアシスタントとなり、ジジェの西部劇作品『ジェリー・スプリング』（『ピロット』誌）の1エピソード「コロナド街道」のペン入れを1年ほどのあいだ担当した。ジジェのもとでは絵の技術にとどまらず、絵に向き合う描き手としての姿勢といった根本的な部分についても多くを学んだという。

### 初期「メビウス」
ジジェのアシスタントを務めた後、ジローはアシェット社の事典『文明の歴史』の挿絵をメジエールとともに手がけていたが、しだいに漫画を描きたいという気持ちが高まり、過激な風刺雑誌として知られていた『アラキリ』誌に持ち込みをはじめた。1963年、同誌第28号に「21世紀の人間」が掲載され、これによってジローは「メビウス」として新たなデビューを飾った。
また前年に『ピロット』誌の中心人物であったジャン＝ミシェル・シャルリエと出会っていたジローは、1963年の『ピロット』210号より、シャルリエを原作とするジャン・ジロー名義の西部劇作品『ナヴァホ砦』（のち『ブルーベリー』第1巻となる）の連載を開始した。その後、ジローは『ナヴァホ砦』と平行して『アラキリ』誌にメビウス名義によるいくつかの短編作品を発表している。当時の「メビウス」の作風はのちのそれとは違い、前述の『マッド』などによるアメリカのアンダーグラウンド・コミックスの影響を強く受けたものであった。
しかし1964年、「メビウス」としての創作が行き詰まり、『アラキリ』創刊者でもあったフランソワ・カヴァナに恫喝まがいの言葉で引き止められながらもやむなく「メビウス」としての活動を一切やめ、以後10年の間「ジャン・ジロー」としての仕事に没頭することになった。インタビューでは「ある日突然、まったく一本の線すら描けなくなってしまった」と述べている

### ブルーベリーのヒット
1965年に第一巻『ナヴァホ砦』が刊行された『ブルーベリー』シリーズは、すでに雑誌掲載中から人気を博しており、やがてバンドデシネのウェスタンものを代表する作品のひとつとなっていった。このシリーズは南北戦争直後を時代背景として、複雑な過去をもつ北軍の中尉ブルーベリーの様々な冒険を描いてゆくもので、「メビウス」のそれとは違い伝統的なコミックの技法に則って描かれている。
当初、その作風は師匠のジジェに強く影響されたものであり、そのためジローが『ブルーベリー』第4作「行方知れずの騎兵」を執筆中に一時アメリカに失踪したときには、ジジェがその代筆を行うことが可能であった。しかしやがて画風、コマ割りの試行錯誤を経て独自の作風を獲得してゆき、のち「メビウス」としての活動を再開してからも続けられ、様々な作風の変化を経ながら40年もの間描き継がれる長期シリーズとなった。巻数は28巻（2005年）におよび、さらに『ブルーベリーの青春時代』『保安官ブルーベリー』の2作のスピンオフシリーズも制作された。

### 「メビウス」の再開
「メビウス」名義での活動再開の端緒となったものは、1973年に『ピロット』誌に掲載された短編作品「まわり道」であった。「まわり道」はジル名義で署名されているものの、超現実的なプロットや細密なハッチング、自由奔放なコマ割りなど、『ブルーベリー』の伝統的な技法からの大きな逸脱が見られ、ジロー自身によってもその後の「メビウス」としての活動再開の出発点に位置づけられている。
翌年には、同誌でメビウス名義による「白い悪夢」を掲載し、また同年刊行された『巨根男（バンダール・フー）』では、見開きの左では一枚絵で、右ではコマ割り漫画で別々の物語を展開させる実験的な構成を試みている。
さらにこの年、ジャン＝ピエール＝デュオネ、フィリップ・ドリュイエ、ベルナール・ファルカスと共同でレ・ジュマイノイド・アソシエを設立し、12月に同社より娯楽雑誌『メタル・ユルラン』誌を創刊した。ジローは創刊号より、翼竜に乗って異世界を旅する男の物語を『アルザック』を掲載している。この作品は台詞や擬音を一切廃した、当時としては珍しいサイレント形式が取られており、そのころ技術的に可能となった絵に直接彩色する方法で作られたこともあって、バンドデシネ界に衝撃をもって迎えられた。SF色の強い『メタル・ユルラン』は以後「メビウス」名義での活動拠点となり、1976年には『ブルーベリー』と双璧をなすメビウスのSFシリーズ『密封されたガレージ』の掲載も始まった。『メタル・ユルラン』は1977年からはアメリカ合衆国で『ヘヴィ・メタル』として翻訳刊行もされており、メビウス作品をアメリカに紹介する役割も担った。

### 映画との関わり
1975年、ジローは映画監督アレハンドロ・ホドロフスキーと出会い、ホドロフスキーが当時手がけていた映画『デューン』の製作に関わるために訪米した。『デューン』の企画は結局頓挫したが（その後『デューン』はデイヴィッド・リンチ監督で1984年に公開された）、ジローはその後『猫の目』（1978年）やSFシリーズ『アンカル』（1981年-1988年、いずれもメビウス名義）などホドロフスキーを原作とする作品を手がけている。ジローは師匠と呼ぶほどホドロフスキーの人間性に傾倒し、一時期彼の存在はジローの精神的支柱となっていた。
また『デューン』に関わる過程で脚本家のダン・オバノンと知り合い、1976年にはオバノンを原作とする、近未来を舞台にした探偵漫画『ロング・トゥモロー』を『メタル・ユルラン』に掲載した。この作品はウィリアム・ギブスンの初期作品やリドリー・スコット監督のSF映画『ブレードランナー』のヴィジュアルに影響を与えた作品としても知られている。
1979年にはオバノンが脚本を書いた映画『エイリアン』にデザイナーとして関わり、以降『トロン』（1982年）『アビス』（1989年）『フィフス・エレメント』（1997年）といった様々なSF映画のコンセプトデザインを手がけていくこととなった。映像作品では他に、1982年のルネ・ラルー監督によるSFアニメーション映画『時の支配者』に原画、彩色、脚本などで参加し、同年のファンタフェスティバル・最優秀児童映画賞をラルー監督とともに受けているほか、ウィンザー・マッケイの『リトル・ニモ』を原作とする1989年の日本製アニメ映画『ニモ/NEMO』の企画にも関わっている。2002年には『アルザック』を自身の手でTVアニメーション化した（『アルザック・ラプソディ』）。

### 『アンカル』以降のメビウス
『アンカル』以降のメビウスの作品には、もともとシトロエンの広告企画だったものが長編SFへと発展した『エデナの世界』（1985年-2001年）などがある。1988年から1989年にかけて、メビウスはスタン・リーを原作として、アメリカのヒーローコミック『シルバーサーファー』のミニシリーズ2冊を手がけた。この作品はマーベル・コミック社からEpic Comicsのインプリントで刊行され、のち『Silver Surfer: Parable』としてまとめられている。メビウスはこの作品で1989年度のアイズナー賞の限定シリーズ部門を受賞した。
1997年には日本の漫画家谷口ジローの作画による『イカル (漫画)』を『モーニング』誌に連載している。この作品は12回の連載で第一部が完結したが、同誌の編集長が代わったため再開されないまま終わってしまった。

### 晩年の活動
2000年から2010年にかけて、ジローは「ジャン・ジロー＝メビウス」の名義で『インサイド・メビウス』シリーズを執筆した。この作品はジローの内面的な世界を扱った一種の自伝作品であり、作者自身がキャラクターとして登場し、青年時代の自分と対話を行ったり、ブルーベリー中尉（『ブルーベリー』）、アルザック（『アルザック』）、グリュベール少佐（『密封されたガレージ』）などの過去作品の登場人物たちと対話を繰り広げるといった自由な展開を見せている。
晩年にはほかに『密封されたガレージ』の新作執筆（2008年）や『アルザック』の新たなシリーズの企画したり（3部作が予定されていたが、死去によって2010年の最初の1冊のみで終わった）、ジャン・ジロー名義でジャン・ヴァン・アム原作の『XIII』シリーズの1作『La Version Irlandaise』（アイルランド・ヴァージョン、2007年）を手がけるなどしている。

### 死去
2012年3月10日、ジャン・ジロー＝メビウスは長い闘病生活の末にパリにおいて73歳で死去した。直接の死因は悪性リンパ腫による肺塞栓症である。同3月15日、モンパルナス墓地に埋葬された。
フランスの文化相フレデリック・ミッテランは、フランスはジローとメビウスという、二人の偉大なアーティストを同時に失ったと追悼コメントを述べている。日本でも大友克洋、浦沢直樹、谷口ジローらの追悼コメントが各紙誌に掲載された。

## 作風

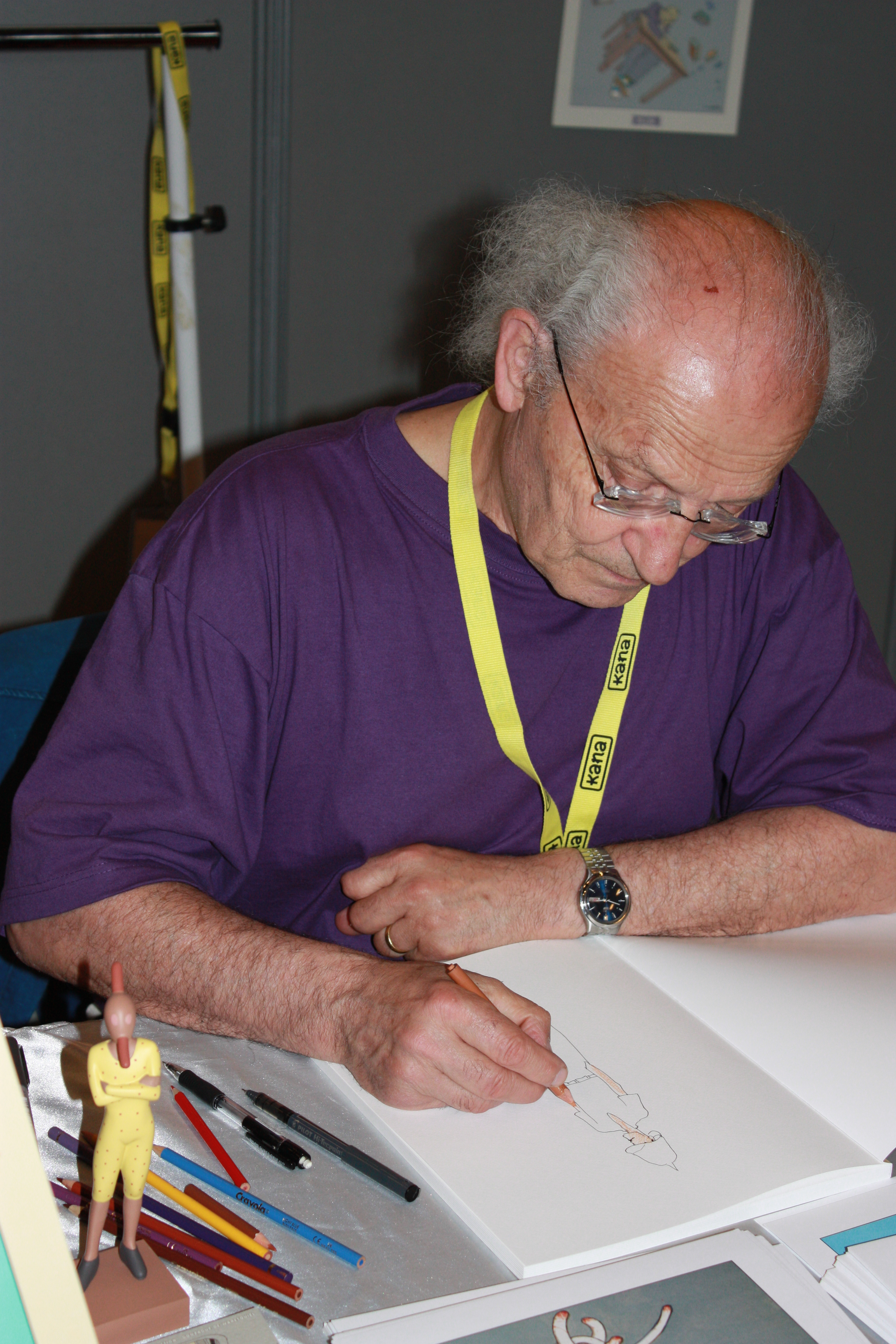
グリュベール少佐を描くメビウス（ジャパン・エキスポ2008（パリ））

ジローは「ジャン・ジロー」（ジル）と「メビウス」という筆名だけでなく、両者で作風を使い分けており、ジロー自身はその違いを筆とペン、ニューオリンズ・ジャズとビ・バップというふうに様々な言葉で説明していた。「ジャン・ジロー」名義で書かれた『ブルーベリー』シリーズは総じて伝統的で厳密なスタイルが取られている。すなわち、リアリズムの規範のもと、鉛筆でしっかりと下書きをしたうえで、筆のタッチを生かし入念に仕上げられている。一方「メビウス」はより自発的、即興的な創作方法が取られている。画材はペンやロットリングが主体となり、速写、素早さがその特徴となる。関係者によると「絵を描くスピードは神業のように早かった」と語られている。1960年代、ジローは「メビウス」としての仕事をいったん打ち切って10年ほどの間『ブルーベリー』に専念するが、これが「文体練習」となってのちの「メビウス」の活動を支えることになった。ただし40年つづいている『ブルーベリー』シリーズは絵柄の変化も大きく、時期によっては「メビウス」の特徴が出ていたりすることもある。
「メビウス」の画風は細密画風のものと簡略化されたものとに大別されるが、おおむね均一でニュートラルな描線、ハッチングや点描、独特の浮遊感などによって特徴付けられており、日本ではその特徴的な陰影の線は「メビウス線」とも呼ばれている（後述するように手塚治虫が用いていた言葉である）。スケッチ集『B砂漠の40日間』や『インサイド・メビウス』では下書きをせず、はじめからインクで描く試みも行っている。晩年にはペンタブレットも用いた。よく使用されるモチーフには砂漠、鉱物・結晶、飛行や落下、縦長の帽子をかぶった人物といったものがある。そのような「メビウスらしさ」を持ち続ける一方で、メビウスは常にさまざまな影響を受け続け、新しいものを取り入れながら変化していく作家でもあった。このため、作品におけるスタイルの不統一性もメビウスの特徴となっている。たとえば『密封されたガレージ』では、即興的な方法が取られていることもあって主人公や脇役の顔、服装などがしょっちゅう変化しており、ジャン・ジロー名義の『ブルーベリー』にもスタイルの不統一性の特徴が顔を出している。同じ絵の中ですらスタイルが変わることもあった。

## 日本の漫画との関係

### 日本の漫画への影響
谷口ジロー
日本でのメビウスの本格的な紹介は1979年からはじまるが、それ以前に洋書から独自にメビウスを発見し影響を受けていたのが谷口ジローであり、これが日本におけるメビウス受容の始まりである。谷口はまず1974年ごろ、友人から借りたフランスの特集雑誌『GRAPHIS＝159』に掲載されていた『ブルーベリー』のページを見てジャン・ジローの作品（特にベタの使い方）にほれ込み、自身のテキストとするためにフランスの出版社へ作品を注文した。
1975年に『メタル・ユルラン』が創刊されるとそれも定期購読し、ジャン・ジロー作品と、メビウス作品の特に探偵ものに大きな影響を受けることになった（なお、谷口のほかにジャン・ジローの『ブルーベリー』から影響を受けている日本の漫画家にバロン吉元がいる）。
藤原カムイ
藤原カムイは1977年に洋書売り場で『アルザック』を立ち読みして衝撃を受け、この作品のイメージをもとに短編「趨向」を描いた。以後藤原は『彼方へ』（1978年-1984年）の連作をはじめとしてメビウスのタッチやモチーフを採用した作品をいくつか発表しており、谷口についで最初期にメビウスに影響を受けた作家である。
貞本義行
貞本義行はメビウスの影響でハッチングを付けた絵をテレコム・アニメーションフィルムの採用試験で描いたら、宮崎駿とメビウスの話題で盛り上がった。
浦沢直樹、とり・みき、寺田克也、吉井宏
1979年にはSF・漫画雑誌『スターログ』3月号でメビウスの「バラッド」が掲載され、また『S-Fマガジン』3月号でもメビウスを絵付きで詳しく紹介した。浦沢直樹、とり・みき、寺田克也、吉井宏などはこの両誌の特集のいずれかまたは両方でメビウスを知り影響を受けている。『スターログ』はその後も80年代の前半までメビウスの紹介を続け、1982年に国際SFアート大賞を設けたときにはメビウスを海外審査員として参加させた。
また、第一回国際SFアート大賞展では、まだ劇場未公開であった『時の支配者』を西武百貨店で上映した。これに伴って初来日したメビウスはファンたちに熱狂的に迎えられている。一方で80年代に行われた代表作『アンカル』の翻訳は6巻中1巻のみで終わるなど、その受容は一部の漫画家やマニアに留まり一般層までには行き着かなかった。
大友克洋
メビウスの影響を受けた作家として特に言及されることが多いのが、「日本のメビウス」とも言われた大友克洋である。谷口や藤原と違い、大友はもともとメビウスに近い資質を持っており、当時日本の漫画において優勢であった劇画の作風からの脱却を目指す過程でメビウスの作品と出会い、より一層洗練されたスタイルを身に付けていった。大友の作品は「大友以前、大友以後」（米澤嘉博）と言われるほど80年代-90年代の日本の漫画界に大きな影響力を持ち、メビウスと同時に大友の影響を受けた作家、大友を介してメビウスの影響を受けた作家も多いため、日本におけるメビウスの影響の度合いが測りにくい原因ともなっている。
手塚治虫
晩年の手塚治虫も、メビウスの特徴的な陰影の線を「メビウス線」と名づけて自作に用い、『陽だまりの樹』では、短い線を繰り返して陰影をつけた雲を「メビウスの雲」と呼んでアシスタントへの指示に使用するなどして影響を受けている。手塚は1982年のアングレーム国際バンドデシネフェスティバルでメビウスと出会っており、早い時期からメビウスと大友の比較も行っている。
宮崎駿
宮崎駿は、1980年に『アルザック』を読んで大きな衝撃を受け「強烈な影響」を受けたと述べている。すでに自身の画風が固まってしまっていたためにその影響を絵に生かすことはできなかったが、アニメ『風の谷のナウシカ』はメビウスの影響の下で制作されているという。
その他の作家
メビウスから直接的な影響を受けた作家には、他に松本大洋、小池桂一、湊谷夢吉、たむらしげるなどがいる。

### 日本の漫画からの影響
メビウスは日本の漫画家に多大な影響を与える一方で、日本の漫画表現に感銘を受け影響を受けてもいる。
手塚治虫
1982年に手塚の案内で京都に来たときには、手塚のアニメ『火の鳥2772 愛のコスモゾーン』を見てショックを受け、手塚の作品量の多さに驚いている。このとき日本の漫画専門店にも回っており、当時フランスではほとんど知られていなかった日本の漫画表現に衝撃を受け、以後数年の間ヨーロッパで日本の漫画の重要性を説いて回っていた。また手塚のスタジオを見せてもらったことで、会社の重要性に対する認識が変わったという。この来日体験はまた、メビウスに東洋美術・東洋思想からの強い影響を与えることにもなった。
大友克洋
自身が強い影響を与えている大友克洋についても早くから注目しており、大友がまだ代表作『AKIRA』を描きはじめる前から大友の漫画を購入し「まるで学生に戻ったかのように」大友の絵の描き方を研究している。メビウスの『エデナの世界』にも、大友の『AKIRA』からの強い影響を見て取ることができる。
宮崎駿
メビウスはやはり自身が影響を与えた宮崎駿のファンでもあり、自身の娘に宮崎の『風の谷のナウシカ』にちなんでノウシカ（Nausicaä）と名づけている。2004年にはパリ造幣局で宮崎との共同展示会「MIYAZAKI/MOEBIUS」を開催した。
谷口ジロー
晩年のメビウスは谷口とも親交を深め、リスペクトしていた。久住昌之によれば、「男がレストランを回るマンガが面白い」とインタビュアーに答えたことがあるという。

## 主要作品

### 著作

#### シリーズ
- ブルーベリー (漫画)（英語版）（Blueberry、ジャン＝ミシェル・シャルリエ原作、1963年-2005年、29巻）ジャン・ジロー名義
- 密封されたガレージ（フランス語版）（Le Garage Hermétique de Jerry Cornelius、1976年-2008年、4巻）メビウス名義
- アンカル（L'Incal、アレハンドロ・ホドロフスキー原作、1981年-1988年、6巻）メビウス名義
- エデナの世界（英語版）（Le Monde d'Edena、1985年-2001年、5巻）メビウス名義
- 戴冠せる魂（Le Coeur Couronné、アレハンドロ・ホドロフスキー原作、1992年-1998年、3巻）メビウス名義
- インサイド・メビウス（Inside Moebius、2000年-2010年、6巻）ジャン・ジロー＝メビウス名義

#### 単巻
特記のない限りメビウス名義
- 巨根男（Le Bandard Fou、1974年）
- アルザック（Arzach、1976年）
- 猫の目（Les Yeux du Chat、アレハンドロ・ホドロフスキー原作、1978年）
- シルバーサーファー:パラブル（Silver Surfer: Parable、スタン・リー原作、1988年-1989年）
- 天使の爪（Griffe d'Ange、アレハンドロ・ホドロフスキーとの共著、1994年）
- B砂漠の40日間（40 Days dans le Desert B、ドローイング集、1999年）

#### 短編集
特記のない限りメビウス名義
- ジョン・ウォーターカラーの殺人外套（John Watercolor et sa Redingote qui Tue!、1976年）
- 人間はおいしいか？（L’Homme Est-il Bon ?、1977年）
- 世界殺害者（Tueur de Monde、1979年）
- 盲目の神殿（La Citadelle Aveugle、1989年）
- ファラゴネシアへの寄港（Escale sur Pharagonescia、1989年）
- ロング・トゥモロー（英語版）（The Long Tomorrow、1989年）

### 映像作品

#### 実写映画
- エイリアン（リドリー・スコット監督、1979年） - 初期コンセプトおよびノストロモ号の宇宙服デザイン
- トロン（スティーブン・リズバーガー監督、1982年） - 舞台およびコスチュームデザイン
- マスターズ/超空の覇者 （ゲイリー・ゴダード監督、1987年） - 舞台およびキャラクターデザイン
- ウィロー（ロン・ハワード監督、1988年） - クリーチャーデザインおよびストーリーボード
- アビス（ジェームズ・キャメロン監督、1989年） - コンセプトデザイン
- 白い悪夢（英語版）（マチュー・カソヴィッツ監督、1991年） - 原作
- フィフス・エレメント（リュック・ベッソン監督、1997年） - コンセプトデザイン
- ブルーベリー（英語版）（ヤン・クーネン監督、2004年） - 原作

#### アニメーション
- 時の支配者（フランス語版）（アニメ映画、ルネ・ラルー監督、1982年） - 原画、彩色、脚本
- NEMO/ニモ（アニメ映画、波多正美、ウィリアム・T・ハーツ監督、1989年） - 脚本
- アルザック・ラプソディ（TVアニメーション、2002年） - 監督
- メビウスの帯を抜けて（3Dアニメ映画、	Glenn Chaika、Kelvin Lee監督、2005年） - 原案
- BUMP OF CHICKEN GOLD GLIDER TOUR 2012 オープニング映像（3Dアニメーション、山崎貴監督、2012年） - キャラクター原画

### その他
- パンツァードラグーン - 1995年3月10日に発売された家庭用テレビゲーム機セガサターン用ゲームソフト。ジローのバンド・デシネ作品「アルザック」から多大な影響を受けてゲームの世界観を構築し、ジローも本作の美術制作に協力しておりパッケージアートも手掛けている。
- SEVEN SAMURAI 20XX - 2004年1月8日に発売された『七人の侍』をモチーフとしたPlayStation 2用ゲームソフト。ジローがキャラクターコンセプトを務め、1年以上掛けて100体以上のキャラクターを作った[85]

## 日本での出版
- 『B砂漠の40日間』(原正人訳、飛鳥新社、2009年6月、ISBN 4870319217)
- 『アンカル』(原正人訳、小学館集英社プロダクション、2010年12月、ISBN 4796870830)
- 『エデナの世界』(原正人訳、TOブックス、2011年9月、ISBN 4904376625)
- 『ブルーベリー [黄金の銃弾と亡霊]』(原正人訳、エンターブレイン、2012年8月、ISBN 4047280933)　※「ブルーベリー」シリーズ全作品のうちの3作品が収録されている。
- 『猫の目』(原正人訳、竹書房、2013年7月、ISBN 4812496047)
- 『天使の爪』(原正人訳、飛鳥新社、2013年8月、ISBN 4864102635)
- 『アラン・マンジェル氏のスキゾな冒険』(原正人訳、パイインターナショナル、2014年7月、ISBN 4756245501) ※「戴冠せる魂」シリーズ全作品が収録されている。

## 主な受賞
- 1975年：イエロー・キッド賞（イタリア）最優秀海外アーティスト
- 1977年：アングレーム国際バンドデシネフェスティバル ベスト・フレンチ・アーティスト
- 1979年：アダムソン賞（スウェーデン） - 『ブルーベリー』他
- 1980年：イエロー・キッド賞 最優秀海外アーティスト
- 1980年：フランスSFグランプリ特別賞 - 『運命の少佐』（『密封されたガレージ』第一巻）
- 1981年：アングレーム国際バンドデシネフェスティバル グランプリ
- 1985年：アングレーム国際バンドデシネフェスティバル 美術部門グランプリ
- 1986年：インクポット賞
- 1988年：ハーベイ賞（アメリカ合衆国） 最優秀翻訳作品 - 『メビウス・アルバム』シリーズ
- 1989年：アイズナー賞（アメリカ合衆国） シリーズ部門 - 『シルバーサーファー』
- 1989年：ハーベイ賞 最優秀翻訳作品 - 『アンカル』
- 1991年：アイズナー賞 単巻部門 - 『コンクリート』
- 1991年：ハーベイ賞 最優秀翻訳作品 - 『ブルーベリー』
- 1997年：世界幻想文学大賞 芸術家部門
- 1997年：ハーベイ賞 ジャック・カーヴィの殿堂
- 1998年：アイズナー賞 殿堂
- 2000年：マックスとモーリッツ賞 特別賞 - 「全作品」